# Camino Primitivo
De Camino Primitivo is een Pelgrimsroute naar Santiago de Compostella. De route begint in Oviedo en loopt van Asturië naar Santiago de Compostella in Galicië in het noordwesten van Spanje.

## Historie
De Camino Primitivo is waarschijnlijk de oudst bekende pelgrimsroute naar Santiago de Compostela. Koning Alfons II verliet in 814 zijn hoofdstad Oviedo om naar Santiago de Compostela te lopen. Hij heeft op de originele vindplaats van de resten, het heiligdom voor de Apostel Jakobus opgericht. Later werd de Camino Francés een belangrijker route, maar gedurende vele eeuwen bleef de Primitivo de meest gelopen route vanuit religieus oogpunt.

## Herontdekking
De Camino Primitivo wordt langzaam weer populairder onder pelgrims die willen afwijken van de zeer drukke standaard Camino Francés-route. De route is zwaarder door het vele klimmen en dalen, maar staat ook bekend als landschappelijk zeer mooi. De laatste jaren is de bewegwijzering significant verbeterd en zijn er meer herbergen geopend om de reizigers van onderdak te voorzien. In 2016 nam iets meer dan 4% van de pelgrims de Camino Primitivo. De meesten starten in Oviedo, maar Lugo in Galicië is ook een populair startpunt. Vanaf Lugo loop je in minder dan een week de laatste 100 kilometer naar Santiago.